# Сигрэм-билдинг
Сигрэм-билдинг (англ. Seagram Building) — небоскрёб, расположенный на Парк-авеню 375 между 52-й и 53-й улицами в манхэттенском Мидтауне, Нью-Йорк. Считается одним из классических образцов интернационального стиля. Спроектирован знаменитыми архитекторами — Людвигом Мис ван дер Роэ и Филиппом Джонсоном. Строительство здания было завершено в 1958 году. Оно имеет высоту 157 метров и состоит из 38 этажей. Здание предназначалось под офисы канадской фирмы Joseph E. Seagram’s & Sons, занимавшейся производством спиртных напитков.

## История
В 1954 году Филлис Ламберт, дочь главы крупнейшего в мире винного производителя компании «Сигрэм» (The Seagram Company) Сэмюэля Бронфмана, окончила колледж Вассар (Vassar) под Нью-Йорком, где изучала искусство, историю и философию. Приехав после окончания колледжа в Париж, она увидела в местной прессе проект планирующегося небоскрёба для новой корпоративной штаб-квартиры компании «Сигрэм» в Нью-Йорке, заказанный её отцом к 100-летию фирмы. Проект был выполнен архитектурной компанией Luckman & Pereira, к которой Бронфман обратился из-за её большого опыта в строительстве подобных крупных коммерческих проектов и приемлемой цены строительства и эксплуатации. Филлис, не имевшая архитектурного образования, немедленно позвонила отцу и убедила его отказаться от посредственного проекта. Бронфман поставил условием расторжения договора с Luckman & Pereira немедленный приезд дочери в Нью-Йорк и личное руководство ею поиском нового архитектора. Также Филлис должна была взять на себя обязанности директора планирования и строительства нового небоскрёба.
Вернувшись в Нью-Йорк, Филлис начала консультации с ведущими американскими специалистами по архитектуре и встретилась в том числе с архитектурным критиком журнала «Нью-Йоркер» Льюисом Мамфордом, а также с основателем и первым директором музея современного искусства МоМА Алфредом Барром. Барр посоветовал ей обратиться за советом к главному куратору архитектурного отдела музея Филипу Джонсону, который как раз в это время собирался оставить своё место в музее ради собственной архитектурной практики.
Ламберт и Джонсон составили три списка. В первый список вошли те, кто «годились, но не могли» (архитекторы, которые подходили для выполнения проекта, но не обладали достаточным опытом): Пол Рудольф, Ээро Сааринен, Марсель Брюер, Йео Мин Пей и Луис Кан. Во второй список — те, кто «могли, но не годились» (крупные компетентные фирмы, не обладающие оригинальностью). В третий — те, кто «могли и годились»: Фрэнк Ллойд Райт, Ле Корбюзье и Людвиг Мис ван дер Роэ (Мис).
При выборе Миса Ламберт руководствовалась своими впечатлениями от крупнейшего из осуществлённых им на момент планирования Сигрэм-билдинг проектов — двух жилых башен на Lake Shore Drive в Чикаго (1948—1951):
В этих тёмных мистических башнях чувствовалась поразительная мощь и сила чего-то одухотворённого! Вы знаете, если бы вы спросили, кто входил в архитектурный авангард 20-х и 30-х годов прошлого века, то это был бы длинный список, в который вошёл бы и Мис. Но в 1954 году, мне кажется, Мис уже стоял особняком. Мис был авангард.
Райт (которому было уже 87 лет) и Корбюзье (которому было 67 лет; на год моложе Миса) были отвергнуты Ламберт из-за их несговорчивых характеров, а Корбюзье ещё и из-за своей скульптурности:
Корбюзье мастер скульптурных форм и пространств, но мне кажется, что такие приёмы легко производят впечатление и также легко отталкивают. Мис же буквально увлекает вас внутрь. Вы просто не можете пройти мимо. В этом есть какая-то подсознательная сила, и чем дальше вы проникаете вглубь, тем сильнее оказывается впечатление от сногсшибательной красоты его пространств и последовательных и продуманных до мелочей деталей. Райт же в середине 50-х годов уже не олицетворял современность. Его справедливо прозвали самым великим архитектором 19-го века, но никак не 20-го. С Мисом же ассоциировалось будущее и новый высоко технологический язык современной архитектуры.
У Миса не было архитектурной лицензии штата Нью-Йорк для проектирования здания Сигрэм-билдинг. Поэтому компания, ведущая строительство, потребовала от него нанять своего представителя в Нью-Йорке для решения текущих вопросов. Не раздумывая, Мис назначил своим представителем Джонсона, отплатив последнему за многолетние успешные усилия по закреплению своей международной репутации (Джонсон, в частности, в 1947 году провёл в МоМА первую персональную выставку Миса).
Ламберт рассказывала про варианты проекта:
У Миса было всего три концептуальных варианта. Первый — квадратная в плане башня, что Мис даже не рассматривал. Второй — прямоугольная башня в плане с пропорциями 7:3 и повёрнутая под прямым углом к Парк-авеню, что повторило бы Ливер-хаус. И наконец, третий, выбранный Мисом вариант — башня с пропорциями 5:3 и отступившая широкой стороной на 30 метров от Парк-авеню. Тогда при планируемой высоте в 39 этажей башня бы заняла 25% участка. Именно при таких соотношениях городской строительный кодекс разрешал не использовать уступы даже для значительно более высоких башен.
Такая башня была бы слишком мала для компании, поэтому на месте снесённых малоэтажных домов, позволивших углубить участок, Мис предложил возвести шестиэтажный корпус во всю ширину квартала, значительно увеличив общую площадь комплекса. Кроме того, Мис утолстил саму башню, добавив к ней дополнительный объём с пропорциями 1:3 со стороны заднего фасада и практически незаметный с Парк-авеню.
После завершения строительства Сигрэм-билдинг Филлис Ламберт стала ученицей Миса в Иллинойсском технологическом институте и стажировалась в его чикагском офисе. Впоследствии стала его близким другом, почитателем и хранителем его архива в Канадском центре архитектуры.

## Архитектура
Это здание и интернациональный стиль, в котором оно построено, сильно повлияли на американскую архитектуру. Одной из характерных особенностей стиля была наглядность, или артикуляция, структуры здания. Этот стиль как будто утверждал, что функциональность структурных элементов здания, если сделать их видимыми, может заменить формальную декоративную артикуляцию и более открыто общаться с публикой, чем любая система украшений. Мис полагал, что структурные элементы здания должны быть видимы. Сигрем-билдинг, как и все крупные здания того времени, строилось из стального каркаса, на который навешивались стеклянные стены. Мис хотел, чтобы стальная конструкция была видна всем; однако по американскому строительному кодексу нужно, чтобы все стальные конструкции были покрыты огнеупорным материалом, обычно бетоном, потому что неправильно защищённые стальные колонны или перекрытия могут утратить прочность и рухнуть даже в случае локализованного пожара. Бетон скрывал конструкцию здания, чего Мис изо всех сил старался избежать, а потому архитектор использовал взамен ненесущие бронзовые узкополочные балки двутаврового сечения. Их можно увидеть с улицы: они расположены вертикально, словно стойки, окружая большие стеклянные окна. Использование железобетонного каркаса для поддержки более крупной ненесущей конструкции впоследствии стало распространенным приёмом в строительстве. По проекту на здание ушло 1 500 тонн бронзы.
По завершении строительства здание Сигрем стало самым дорогим небоскрёбом на то время, а всё из-за использования дорогих высококачественных материалов, в том числе бронзы, белого итальянского известняка и мрамора для роскошной внутренней отделки. Интерьер был спроектирован так, чтобы сочетаться с внешними элементами, которые нашли отражение в фурнитуре из стекла и бронзы и в декоративной схеме.
Еще одна интересная особенность здания Сигрем — это жалюзи на окнах. Как и все остальные архитекторы, работающие в интернациональном стиле, Мис хотел, чтобы здание выглядело однородно. Ему не нравилось, когда фасад пестрел беспорядочно опущенными жалюзи. Естественно, на разных окнах люди опускают жалюзи на разную высоту, а это нарушает единство в облике здания. Чтобы это меньше бросалось в глаза, Мис распорядился установить на окнах специальные жалюзи, которые могли находиться только в одном из трёх положений — полностью открытом, полуоткрытом и полностью закрытом.

## Открытая площадка
Сигрем-билдинг и здание Левер Хаус (Lever House) на другой стороне Парк-авеню (Park Avenue) установили для небоскрёбов Нью-Йорка определённый архитектурный стиль на несколько десятков лет вперёд. Он заключался в простой бронзовой «коробке», огороженной от Парк-авеню большой открытой гранитной площадкой. Мис не хотел, чтобы открытое пространство перед зданием стало местом для сбора людей, но оно в итоге таковым и стало, причем очень популярным. В 1961 году, когда в Нью-Йорке проводилась главная перепись населения, разработчикам предлагали посоревноваться в возведении «общественных мест частного владения», которые должны были конкурировать с местом перед зданием Сигрем-билдинг.
Площадка перед Сигрем-билдинг стала также местом исследования американского социолога Уильяма Г. Уайта. Его фильм «Общественная жизнь маленьких городских пространств» (Social Life of Small Urban Spaces), созданный совместно с Муниципальным обществом искусств Нью-Йорка (Municipal Art Society of New York), описывает ежедневную жизнь людей, собирающихся на площади. Фильм демонстрирует, как люди на самом деле используют пространство, изменяющееся в зависимости от желаний архитекторов.

## Четыре сезона
В здании находится ресторан «Четыре сезона» (Four Seasons Restaurant), также спроектированный Мисом ван дер Роэ и Джонсоном. Интерьер ресторана не менялся с момента его открытия в 1959 году.